# Westside (Bern)

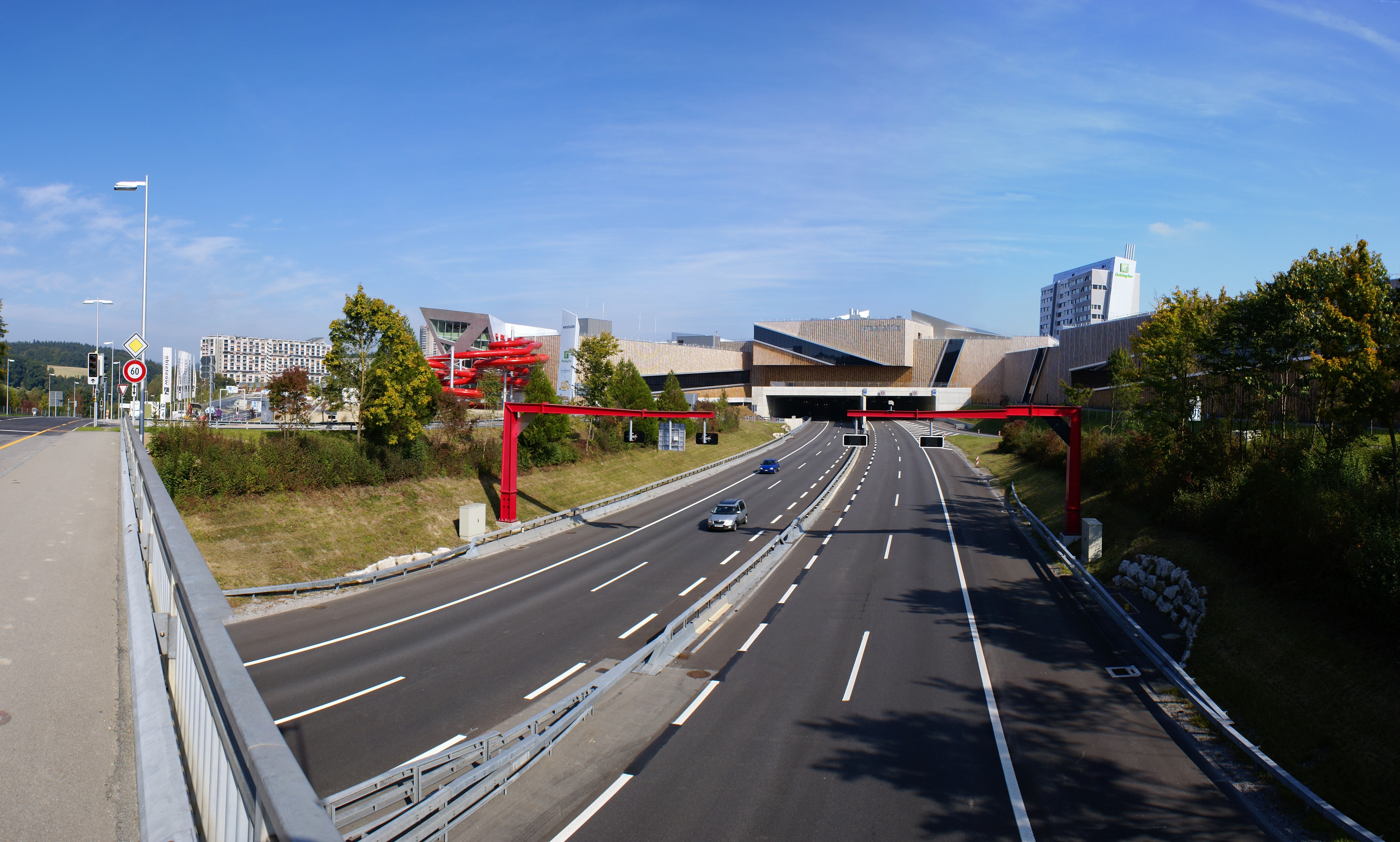
Blick von Westen auf Westside: links das Bad mit den roten Aussenrutschbahnen, in der Mitte der Einkaufsbereich, dann das Hotel als Hochhaus und rechts der Kinokomplex (2008)

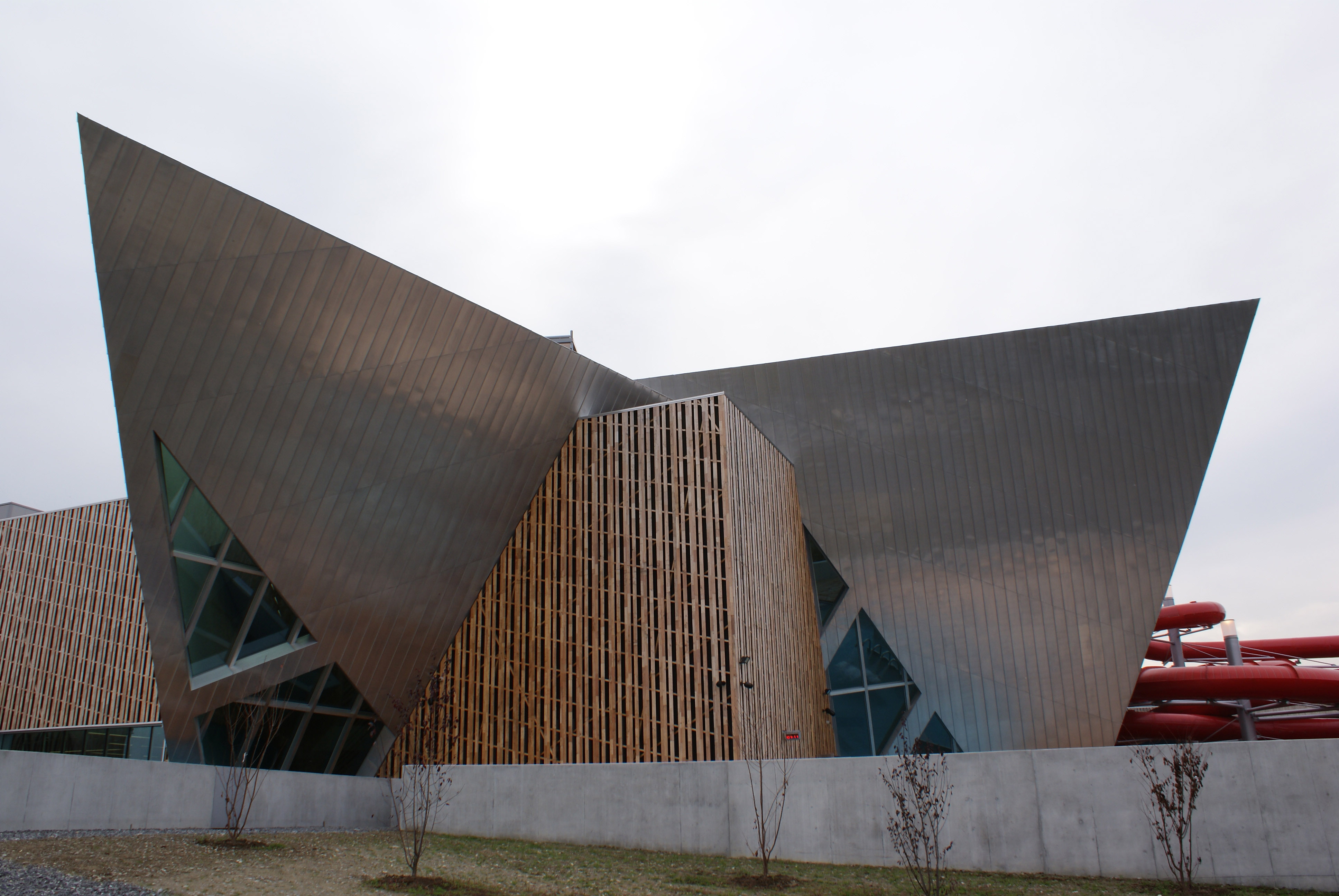
Ansicht der Fassade (2008)

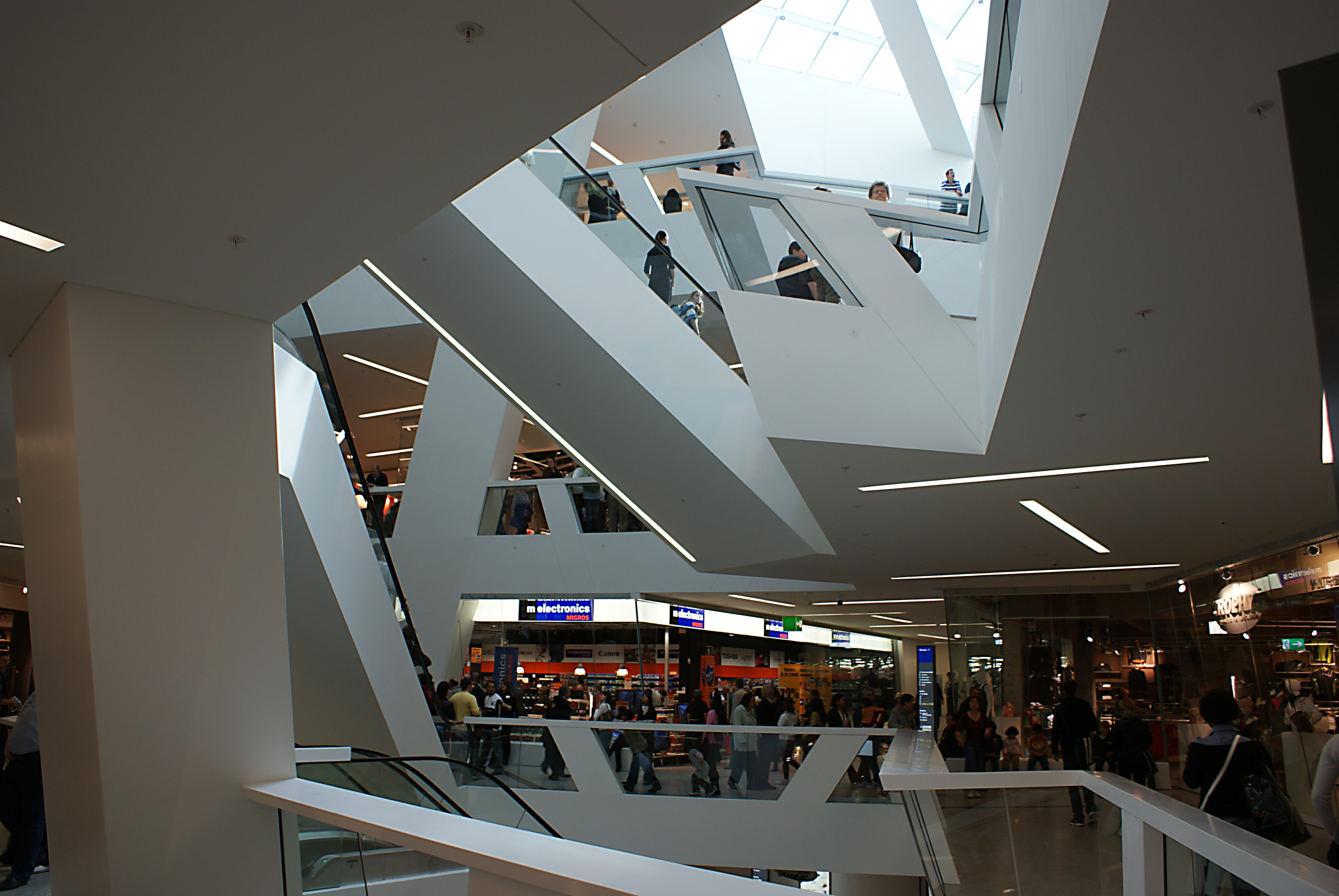
Das Innere des Westside (2008)

Das Westside ist ein Freizeit- und Einkaufszentrum im Stadtquartier Bern-Brünnen, das zum Berner Stadtteil VI Bümpliz-Oberbottigen im Westen der schweizerischen Bundesstadt Bern gehört. Es wurde am 8. Oktober 2008 eröffnet. Das Objekt umfasst neben der Shopping-Mall ein Multiplex-Kino, Restaurants, ein Hotel mit Konferenzzentrum, eine Seniorenresidenz, ein Erlebnisbad mit Spa- und Fitnesscenter, eine Tankstelle und einen grossen Aussenkinderspielplatz. Das Projekt entstand unter der Leitung des Architekten Daniel Libeskind.
Im ersten Betriebsjahr wurden im Westside 4,2 Mio. Besucher gezählt. Der erzielte Gesamtumsatz betrug 180 Mio. Franken.

## Bau und Erschliessung
1972 wurde ein erstes Projekt geplant, das Opfer der Ölkrise wurde. 1978 wurde ein zweites Projekt (6000 Wohnungen, 4000 Arbeitsplätze) vom Berner Stimmvolk abgelehnt. Nach weiteren Projekten erfolgte im Jahr 2000 dann die Annahme des heutigen Grossprojektes. Die Baubewilligung wurde 2003 erteilt, einige Einsprachen wurden bis zum Bundesgericht weitergezogen, das die Beschwerde 2005 ablehnte. Der erste Spatenstich des Gesamtprojektes konnte so im Herbst 2005 erfolgen, die Grundsteinlegung für das Einkaufszentrum am 28. April 2006.
Der Bau wurde von der ARGE TU WESTside als Totalunternehmer umgesetzt, die aus der Strabag AG (Wien) und der Rhomberg Bau AG (Bregenz) bestand. Bauherrin war die Neue Brünnen AG als hundertprozentige Tochter der Genossenschaft Migros Aare. Die Kosten des Projekts betrugen rund 500 Mio. Schweizer Franken.
Das Westside wurde auf den neugebauten Autobahntunnel der A1 gebaut. Auch dank der mitgebauten Autobahnabfahrt Bern-Brünnen ist es gut mit dem Auto zu erreichen. Für die Erschliessung per öffentliches Verkehrsmittel wurde ein neuer S-Bahnhof Bern Brünnen Westside erstellt. Im Rahmen des Projektes «Tram Bern West» wurde Ende 2010 der Busanschluss vom Zentrum durch eine Anbindung per Tram (Linie 8) ersetzt. Vom Bahnhofvorplatz verkehren des Weiteren der Postbus 570 nach Mühleberg und der Bus 22 nach Kleinwabern.

## Zahlen und Fakten
Anzahl und Art der Ladengeschäfte und Restaurants haben sich seit der Eröffnung mehrfach verändert, bei der Eröffnung waren alle Flächen vermietet.
- 63 Geschäfte (Stand Februar 2024), darunter eine Bank, eine Postfiliale und eine Apotheke,  als Besonderheit auch gekühlte Schliessfächer[2]
- Erlebnisgastronomie, 16 Restaurants, Bars, Cafés (Stand: Februar 2024)[2]
- Erlebnisbad Bernaqua, Fitness und Spa, Sauna, Therme und Solbad: 10'000 m²
- Kinderland: 300 m² indoor[14] und ein grosszügiger Erlebnis-Aussenspielplatz
- Multiplex-Kino der Gruppe Pathé mit 11 Sälen (grösster für 495 Personen) und 2'348 Sitzplätzen. Neben 3D ist ein Saal für 4DX eingerichtet, wo zusätzlich zu 3D auch Wind, Regen, Gewitter, Schnee, Rauch, Gerüche oder Lichteffekte simuliert werden können.[15]
- Hotel Holiday Inn Westside mit 144 Doppelzimmern und Kongresszentrum
- 1'275 Parkplätze
- Tankstelle mit Shop (Migrolino)
- Angebundene Seniorenresidenz Senevita Westside für betreutes Wohnen und Pflege (94 Wohnungen, 21 Pflege-Einzelzimmer)[16] sowie ein Arztzentrum Medbase Bern Westside (Allgemein- und Sportmedizin, Leistungsdiagnostik, Physiotherapie und medizinische Massage, Zusammenarbeit mit dem Fitnesszentrum)[17]
- erbaut nach Minergie-Standard

## Erlebnisbad Bernaqua
Das Erlebnisbad Bernaqua gehört mit einer Wasserfläche von 2000 Quadratmetern und 18 Innen- und Aussenbecken zu den grössten Bädern in der Schweiz. Es verfügt über die längsten gedeckten Rutschbahnen im Land. Zudem verfügt Bernaqua über ein römisch-irisches Bad, einen grossen Saunabereich, Spa/Beauty und ein Fitnesscenter.
Am 12. April 2011 kam es zu einem Unfall im Erlebnisbad, als sich Teile der Deckenverkleidung lösten. Ein 110 Quadratmeter grosses Stück fiel zu Boden. Dabei gab es drei Verletzte, davon ein Schwerverletzter. Ein Gutachten der EMPA hat aufgezeigt, dass als Ursache hierfür Montage- oder Planungsfehler angenommen werden müssen. Als Folge hiervon blieb das Bad über ein Jahr lang geschlossen. Der Gesamtschaden inklusive Betriebsausfall für die Neue Brünnen AG wurde auf ca. 50 Mio. Franken beziffert und führte zu einem Besucherrückgang von 1000 bis 2000 Besuchern täglich.
Seit dem 23. Mai 2012 ist das Erlebnisbad wieder für die Badegäste geöffnet. Es wurde mit einer komplett neuen Deckenkonstruktion ausgestattet, welche aus leichteren Elementen besteht und an stabileren Trägern befestigt ist.

## Entwicklung
Zum zehnten Geburtstag 2018 konnte die Genossenschaft Migros Aare als Eigentümerin und Betreiberin des Einkaufszentrums eine positive Bilanz ziehen. Rund 5,5 Millionen Besucher würden jährlich die Angebote nutzen. Das Westside ist Arbeitgeber für 800 Menschen.
Auch im Westside zeigt sich, dass die klassischen Warenhäuser nicht mehr ausreichend nachgefragt sind. Ende 2020 schliesst das Warenhaus Globus seine ursprünglich über drei Etagen reichende Filiale. Es war das grösste Geschäft in diesem Einkaufszentrum. Die erste und zweite Etage wurden bereits im Frühjahr 2020 aufgegeben. In der ersten Etage hat im November 2020 der Sporthändler Decathlon eine Filiale geöffnet. Die Fläche im Erdgeschoss wurde aufgeteilt und im Juli sowie August 2021 wurden die komplett vermieteten Flächen eröffnet. Im Jahr 2022 hat Rose Bikes einen Shop eröffnet.
Vom 25. November 2019 an war auch das mexikanische Restaurant «Desperado» und die zugehörige Sportbar infolge Konkurses der gesamten Restaurantkette geschlossen, wodurch sich das gastronomische Angebot eingeschränkt hatte. Zwei Nachfolgeeinrichtungen gleicher Art sind seit Sommer 2020 wieder in Betrieb. Die bis 2024 von Melectronics genutzte Fläche, wird 2025 von Interdiscount übernommen.
Im September 2024 wurde bekannt, dass Senevita den Ende 2024 auslaufenden Mietvertrag für eines der zwei gemieteten Gebäude für die Seniorenresidenzen nicht mehr verlängern wird.